# Kara (nhóm nhạc Hàn Quốc)
Kara (tiếng Hàn: 카라; tiếng Nhật: カラ, phiên âm: /ˈkɑːrə/; cách điệu là KARA) là một nhóm nhạc nữ Hàn Quốc được thành lập bởi DSP Media vào năm 2007. Nhóm bao gồm năm thành viên: Gyuri, Seungyeon, Nicole, Jiyoung và Youngji.
Đội hình ban đầu của nhóm có 4 người, ra mắt lần đầu vào tháng 3 năm 2007 với album phòng thu đầu tiên là The First Blooming và đĩa đơn "Break It", một bài hát thể hiện hình ảnh người phụ nữ mạnh mẽ với âm hưởng R&B trưởng thành. Nhóm nhạc nữ tiềm năng được kì vọng rất nhiều vì họ được coi là sẽ tiếp nối thành công của nhóm nhạc đàn chị cùng công ty Fin.K.L. Tuy nhiên, màn ra mắt của họ lại không được công chúng đón nhận và nhận thất bại lớn về mặt thương mại. Sang năm sau, thành viên Kim Sung-hee đã rời nhóm do áp lực từ phía gia đình. Ngay sau đó, nhóm đón nhận hai thành viên mới là Goo Hara và Kang Jiyoung.  Sau khi thành lập được một thời gian dài, nhóm cũng đã thay đổi phong cách âm nhạc và hình ảnh theo hướng "đẹp nhưng tự nhiên", phát hành mini album đầu tiên là Rock U và xuất bản vào tháng 7 năm 2008. Họ đã đạt được giải quán quân đầu tiên với đĩa đơn "Honey" (2009). Vào tháng 7 năm 2009, nhóm phát hành album phòng thu thứ hai tên " Revolution" và tạo ra đĩa đơn ăn khách "Mister", với vũ đạo đặc trưng là "điệu nhảy lắc hông" trở thành xu hướng giúp tiếng tăm của KARA vươn xa hơn. Các đĩa đơn tiếp theo của họ bao gồm "Lupin" (2010), "Jumping" (2010), "Step" (2011) và "Pandora" (2012) cũng rất thành công và góp phần nâng cao tên tuổi của nhóm trong ngành công nghiệp âm nhạc Hàn Quốc. KARA được xếp hạng lần lượt ở vị trí số 6 và 5 bởi Gallup Korea vào năm 2009 và 2010, cũng như trở thành nhóm nhạc nữ xuất sắc thứ hai tại Hàn Quốc trong năm 2010. Họ cũng lần lượt được xếp ở vị trí thứ 4 và 13 trong tháng 2 năm 2012 và danh sách Người nổi tiếng quyền lực nhất Hàn Quốc theo tờ Forbes của Hàn Quốc vào năm 2013.
Sau khi đạt được thành công trong nước, KARA bắt đầu mở rộng sang thị trường âm nhạc Nhật Bản sau khi ký hợp đồng với công ty con của Universal Music Japan, Universal Sigma vào năm 2010. Sự ra mắt của nhóm gặt hái được thành công rực rỡ khi họ được mệnh danh là "Nghệ sĩ tân binh số 1 Nhật Bản năm 2010" bởi Oricon, và cũng nhận được giải thưởng "Nghệ sĩ mới của năm" tại Japan Gold Disc Awards. Vào tháng 4 năm 2011, nhóm đạt được đĩa đơn quán quân đầu tiên tại Nhật Bản với ca khúc "Jet Coaster Love", khiến họ trở thành nhóm nữ nước ngoài đầu tiên kể từ khi Oricon được thành lập đứng ở vị trí số 1 trong tuần đầu tiên phát hành và cũng là nhóm nữ nước ngoài đầu tiên sau 30 năm làm được điều này. Tổng quan, nhóm đã bán được hơn một triệu đĩa đơn trong vòng hai năm, khiến họ trở thành một trong những nghệ sĩ Hàn Quốc có đĩa nhạc bán chạy nhất tại Nhật Bản.
Vào năm 2014, Nicole và Jiyoung quyết định không gia hạn hợp đồng với DSP Media, và rời nhóm để theo đuổi sự nghiệp của riêng mình, Nicole ra mắt với tư cách nghệ sĩ solo và Jiyoung trở thành nữ diễn viên tại Nhật Bản. Sau sự ra đi của họ, một chương trình thực tế có tên Kara Project đã được phát sóng trên truyền hình để tuyển chọn thành viên tham gia nhóm. Có tổng cộng 7 thực tập sinh từ DSP Media đã tham gia chương trình. Người chiến thắng trong cuộc thi là Youngji, người trở thành thành viên mới nhất gia nhập nhóm.
Vào ngày 15 tháng 1 năm 2016, Kara tan rã sau khi DSP Media thông báo rằng hợp đồng với Gyuri, Seungyeon và Hara đã hết hạn và họ quyết định không gia hạn hợp đồng. Thành viên Gyuri và Youngji đã đề cập đến khả năng tái hợp, mặc dù không có bất cứ thông tin cập nhật nào được phát hành. Sau nhiều cuộc thảo luận về việc tái hợp trong nhiều năm, một album kỷ niệm 15 năm đã được xác nhận vào tháng 11 năm 2022, với các thành viên Nicole và Jiyoung tham gia trở lại.

## Tên gọi
Tên của nhóm bắt nguồn từ chữ "chara" trong tiếng Hy Lạp (χαρά; thắp sáng niềm vui), mang ý nghĩa "giai điệu ngọt ngào", "thắp sáng niềm vui, hạnh phúc."

## Lịch sử

### 2007: Khởi đầu và ra mắt
Nhóm ra mắt với 4 thành viên là: Park Gyuri, Han Seungyeon, Kim Sunghee và Nicole Jung vào ngày 29 tháng 3 năm 2007 với đĩa đơn "Break It" trên M!Countdown và đồng thời quảng bá album đầu tiên của mình: "The First Blooming". Xuyên suốt album, ta thấy được KARA đã thể hiện rất thành công hình ảnh những cô gái mạnh mẽ với thể loại R&B trưởng thành. Album bao gồm đĩa đơn "If U Wanna" và "Secret World". Mặc dù album của họ nhận được nhiều lời tán dương từ các nhà phê bình âm nhạc, song lại không được đón nhận sự yêu thích từ công chúng và đã bị lu mờ bởi các nhóm nhạc nữ khác ra mắt cùng năm. Tất cả các chương trình quảng bá cho album đầu tiên buộc phải dừng lại vào mùa hè năm 2007. Vào tháng 8 năm 2007, nhóm đã cho ra mắt bộ phim tài liệu trên Mnet mang tên Kara Self Camera để giới thiệu về nhóm và tài năng của họ. Do album đầu tiên không gặt hái được thành công về mặt thương mại, thành viên Han SeungYeon đã tham gia rất nhiều chương trình truyền hình trong những tháng tiếp theo để cho cái tên KARA được công chúng biết đến rộng rãi hơn.

### 2008: Thay đổi đội hình lần đầu tiên,Rock U,Pretty Girlvà bước đột phá trong sự nghiệp
KARA trở lại vào tháng 3 năm 2008 với album thứ hai của mình. Tuy nhiên, thành viên Sunghee bất ngờ tuyên bố rằng cô sẽ rời khỏi nhóm vì sức ép từ phía gia đình vì sự tham gia của cô trong nhóm ảnh hưởng đến việc học tập của cô trên trường lớp. Đáp lại, DSP đã nói rằng album thứ hai được xác nhận sẽ hoãn lại và thay thế bằng một mini-album khác cho đến tháng 5. Ngoài ra, hai thành viên mới sẽ tham gia nhóm. Buổi tổng duyệt đã được tổ chức, và hai thành viên mới cuối cùng đã được tiết lộ là Goo Ha-ra và Kang Jiyoung. KARA đã chính thức trở lại vào ngày 24 Tháng 7 năm 2008 mở màn với "Rock U" trên M! Countdown . Hình tượng "dễ thương" và "vui tươi" được nhóm xây dựng trong lần trở lại này hoàn toàn trái ngược với hình ảnh ban đầu của nhóm từ khi debut. Cũng trong tháng đó, lần đầu tiên trong mini-album của KARA mang tên Rock U được phát hành. Mùa thứ hai của Kara Self Camera được khởi chiếu vào ngày 18 tháng 8 năm 2008, quay lại quá trình nhóm làm quen với hai thành viên mới.[15]
Vào ngày 29 tháng 11 năm 2008, DSP phát hành một video teaser cho single sắp tới mang tên "Pretty Girl ". Đĩa đơn trên của nhóm đã nhận được hơn 40.000 lượt truy cập trong vòng 12 giờ.[16] Các video chính thức được phát hành vào ngày 02 tháng 12 năm 2008 trực tuyến và đã nhận được phản hồi tích cực từ phía công chúng.[17] Các EP, Pretty girl , được phát hành vào ngày 04 tháng 12, [16] được thể hiện với concept "bữa tiệc vui vẻ".[17] nhóm bắt đầu quảng bá sự trở lại của mình trên đa số các chương trình âm nhạc lớn vào ngày 04 tháng 12 năm 2008, bắt đầu với M! Countdown .[18] Trong thời gian trình diện buổi biểu diễn trong nước trên KBS 's Music Bank , thành viên Goo Hara vô tình thốt lên "ah!" khi nhóm đang hát live trong lúc trình diễn với lí do bị trượt ngã, và đã bật khóc sau đó.[19] Sự việc đã trở thành một vấn đề sôi nổi được người xem quan tâm, nhưng Goo Hara đã nhận được nhiều lời khích lệ từ công chúng và không chỉ trích cô.[20]
Park Gyuri do tăng sự nổi tiếng của họ để kháng cáo "đẹp, nhưng tự nhiên" của họ, [21] trong khi báo cáo phương tiện truyền thông đã đưa tín dụng cho các ban nhạc cuối cùng đã tìm bản sắc riêng của mình trong ngành công nghiệp âm nhạc kể từ khi debut của nhóm [22] và các fan nam lớn tuổi, hầu hết đáng chú ý là ca sĩ Shin Hae Chul.[23] Do lịch trình ngày càng bận rộn cũng như sự nổi tiếng của họ tăng lên, một vài thành viên của nhóm đã được đưa tới bệnh viện vào ngày 19 sau một buổi diễn tập Music Bank vì cảm lạnh và kiệt sức.[24]

### 2009: Sự gia tăng mức độ phổ biến ở Hàn Quốc,HoneyvàRevolution
Vào cuối tháng 1 năm 2009, DSP đã thông báo rằng họ sẽ bắt đầu bỏ phiếu vào ngày 28 tại trang web chính thức của nhóm để theo dõi duy nhất để "Pretty Girl", kết thúc vào ngày 2. Nhóm phát hành video âm nhạc cho "Honey" vào ngày 16 và đã có sự trở lại đầu tiên phát sóng trực tiếp của họ trên KBS Music Bank chương trình trên 13 tháng 2 năm 2009; một mini-album repackaged "Honey" tiếp vào ngày 19 tháng 2 trong đó đặc trưng phiên bản remix của ca khúc từ EP trước đây của nhóm.[25] [26] "Honey" đứng đầu Gaon bảng xếp hạng single hàng tuần. Các bài hát kiếm được nhóm chương trình giải thưởng âm nhạc đầu tiên của họ trên M!Countdown vào tháng 5. Bài hát cũng đã giành được giải thưởng Mutizen trên SBS của chương trình Inkigayo [29] và giải thưởng "Best Dance" tại 2009 Mnet Asian Music Awards.

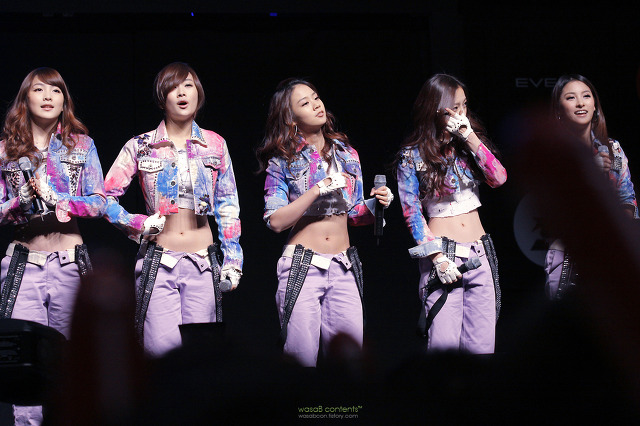
Đội hình Kara năm 2009

Vào cuối tháng ba, nhóm đã được lựa chọn cho mùa giải thứ tư của MBC 's Idol Show , đánh dấu nhiệm vụ đầu tiên lưu trữ của nhóm cho một chương trình.[31] Sau đó nhóm đã có một chương trình thực tế được gọi là MTV Meta Friends , trong đó ghi chép một nhóm người hâm mộ nhận được một cơ hội để trở thành bạn bè với các thành viên trong nhóm. Đối với chương trình, nhóm đã có buổi biểu diễn đầu tiên của họ kể từ khi debut vào năm 2007.
tháng 6 năm 2009, nhóm đã tuyên bố họ sẽ làm cho sự trở lại của họ vào cuối tháng Bảy, với khái niệm của họ được nâng cấp.[33]Những hình ảnh teaser đầu tiên của nhóm sau đó được phát hành vào giữa tháng Bảy, cho thấy những thay đổi căn bản trong phong cách của nhóm và cũng nhìn thấy một trở lại nhẹ của hình ảnh "khỏe mạnh và trưởng thành" của họ trước đây nhìn thấy từ đầu tay của họ.[34] [35] Đĩa đơn " Wanna " đã được phát hành vào ngày 28 tháng 7 năm 2009 và ngay lập tức lọt vào bảng xếp hạng âm nhạc kỹ thuật số khác nhau.[36]các video âm nhạc phát hành vào ngày 29 tháng 7, với album đầy đủ, "Revolution" , có sẵn trực tuyến vào ngày 30.[36] hoạt động Comeback bắt đầu vào ngày 31 tháng 7, bắt đầu với KBS Music Bank ; nhóm thực hiện cả "Wanna" và " Mister ".[37] "Mister" đã chứng tỏ được phổ biến với cư dân mạng do "butt dance" đó là đặc trưng nổi bật trong vũ đạo.[37] [38] Do sự phổ biến của "Mister", phổ biến tổng thể của Kara tăng, bằng chứng là một dòng của các yêu cầu quảng cáo của các công ty khác nhau; Tổng cộng, họ đã có thêm quảng cáo trong tháng 10 năm 2009 so với họ đã có hai năm trước đó.[39] "Wanna" cũng đã trở thành một đơn số một cho nhóm và giành giải thưởng Mutizen vào ngày 30 tháng 8 năm 2009 từ Inkigayo .[40] trong chương trình khuyến mãi cho Revolution, nhóm cũng đã trình diễn quốc tế, bao gồm tại Parc Paragon ở Bangkok.[41]
Ngày 25 tháng 11 năm 2009, M. Net chiếu các chương trình thực tế được gọi là Kara Bakery, nhóm đã cố gắng để có kế hoạch, mở, và quảng cáo bánh của riêng mình. Chương trình đã có 8 tập và kéo dài đến đầu năm 2010.[42] Tất cả tiền thu được từ tiệm bánh đã được tặng cho tổ chức từ thiện.
Ngày 14 tháng 12 năm 2009, nó đã được thông báo rằng nhóm đã tổ chức một fan-meeting cho các fan Nhật Bản của họ hồi đầu năm rằng vào ngày đánh dấu tour khuyến mại đầu tiên của nhóm tại Nhật Bản. Hơn 3.000 người hâm mộ đã đăng ký báo cáo, vượt quá công suất của các địa điểm mà kết quả trong một showcase thứ hai.

### 2010:Lupin, ra mắt tại Nhật Bản vàGirl's Talk
Sau một thời gian gián đoạn ngắn, DSP phát hành hai hình ảnh teaser của khái niệm sự trở lại của nhóm vào ngày 09 tháng 2 năm 2010. Những hình ảnh thu hút được nhiều sự quan tâm bởi vì so với khái niệm album trước đây của họ, những bức ảnh mới cho thấy các thành viên trong trang phục đen và khói trang điểm mà gợi ra một tối hơn, trưởng thành hơn, sexy hơn và cảm giác. Ngày hôm sau, áo jacket album đã được công bố với một khái niệm "kẻ đánh cắp" cũng như các ca khúc chủ đề mang tên " Lupin ", mà đã trở thành số một trên nhiều bảng xếp hạng âm nhạc trực tuyến ngay sau khi phát hành.[44] Các teaser video được phát hành vào 12 tháng 2 trên Naver; EP, Lupin , tiếp theo vào ngày 17. Các video âm nhạc được phát hành vào ngày 22 tháng hai, thu hút hơn 90.000 lượt xem trong 2 giờ đầu tiên.[45] Nhóm bắt đầu sự trở lại phát sóng của họ bắt đầu từ trên M!Countdown vào ngày 25 tháng 2 năm 2010.[46] [47] Vào ngày 04 tháng 3 năm 2010, nhóm đã giành được số một đầu tiên giải thưởng cho "Lupin" trên M!Countdown. Vào tuần sau, nhóm đã giành thêm một giải thưởng."Lupin" cũng đã cho nhóm đầu tiên số một chiến thắng của họ trên Music Bank vào ngày 12 Tháng Ba năm 2010, làm cho nó chiến thắng đầu tiên của nhóm trên chương trình âm nhạc đặc biệt này kể từ khi ra mắt, [49] nắm giữ các vị trí trong ba tuần liên tiếp.[50 ] các bài hát cũng giành được giải Mutizen từ Inkigayo vào ngày 14.[51]
Trong tháng 3 năm 2010, nó đã được thông báo rằng nhóm sẽ tham gia vào ngày 8 hàng năm Liên hoan âm nhạc Hàn Quốc được tổ chức tại Hollywood Bowl ở Los Angeles, với thành viên Jung Nicole là chủ nhà.[52] Sau đó, nhóm đã trở nên rất tích cực tại Nhật Bản, giữ Quầy trưng bày và các sự kiện bắt tay như chuẩn bị cho sự ra mắt chính thức tại Nhật. Nhóm này được đặc trưng trong một tin nhắn video cho một chương trình gọi là Arashi no Shukudai-kun , tổ chức bởi thần tượng Nhật Bản nhóm Arashi.[53] Các nhóm sau đó đã tổ chức buổi họp fan vào tháng 8 với hơn 8.000 người hâm mộ tại Nhật Bản Grand Prince Hotel. Ngoài ra, nhóm đã có một Nhật Bản câu lạc bộ fan hâm mộ cuộc họp chính thức với 3.000 người hâm mộ tại Minato Mirai Hội trường Yokohama vào tháng 9. Các nhóm sau đó đã ký kết với Universal Music Japan nhãn chi nhánh của Universal Sigma.[54] [55] Ngày 11 tháng 8, nhóm phát hành đĩa đơn đầu tay của họ, bản làm lại của Nhật Bản hát tiếng Hàn của họ, " Mister ". Single xếp hạng trong bảng xếp hạng âm nhạc khác nhau và được chứng minh là rất phổ biến ở Nhật Bản. Sau khi phát hành, single vượt quá mong đợi vì nó xếp ở vị trí thứ năm trên bảng xếp hạng Oricon ' Singles Daily s Chart với doanh số ra mắt của 29.238 bản.[56] Bài hát cuối cùng đã trở thành ca khúc được download nhiều nhất mọi thời đại của một nghệ sĩ Hàn Quốc tại Nhật Bản, với tải vượt quá 2 triệu như của tháng 3 năm 2012.[57]. Nhóm này sau đó phát hành đĩa đơn thứ hai của họ mang tên " Jumping " trên 10 tháng 11 năm 2010. Các bài hát nhanh chóng leo lên trên nhiều bảng xếp hạng bao gồm tải di động, [58] [59] và đứng vị trí thứ 5 trên tờ Daily Singles Chart của Oricon . Nó cuối cùng đã tăng lên số 2, chỉ sau Arashi.[60] Đĩa đơn đạt vị trí số 5 trên Oricon Singles Weekly s Chart với doanh số ra mắt của 54.977.[61]
Ngày 29 Tháng 9 năm 2010, nhóm phát hành album tổng hợp của họ, Kara Best 2007-2010 . Album là một tuyển tập các bài nhạc Hàn Quốc được lựa chọn của họ. Nó đứng thứ hai trên bảng xếp hạng Oricon Album Chart Daily vào ngày đầu tiên phát hành, bán 18.223 bản.[62] Nó đã được công bố vào ngày 3 tháng 11 năm 2010 là album đã được chứng nhận vàng của RIAJ, làm cho nhóm của nhóm bao giờ Hàn Quốc đầu tiên từ những năm 1990 để phát hành một album toàn Hàn Quốc đã có thể phá vỡ các rào cản 100.000 bản tại Nhật, cuối cùng Nó đã được chứng nhận đĩa bạch kim với lô hàng vượt quá 250.000 bản.
Ngày 23 tháng 10 năm 2010, ban nhạc đại diện cho Hàn Quốc và biểu diễn tại 7 hàng năm Asia Song Festival, được tổ chức bởi Korea Foundation for Exchange Văn hóa Quốc tế, tại Sân vận động Olympic Seoul.
Họ ra mắt album tiếng Nhât, Girl Talk vào ngày 24 tháng 11 năm 2010. Nó được bán 107.000 bản trong tuần đầu tiên và đứng thứ 2 trong bảng xếp hạng Oricon Weekly Chart Album, làm cho album đầu tiên của một nhóm nhạc nữ không phải người Nhật tại Nhật Bản 6 năm và 9 tháng để bán được hơn 100.000 album trong tuần đầu tiên. Album được chứng nhận đĩa bạch kim đôi của RIAJ vào ngày 18 tháng 11 năm 2011 với doanh số vượt quá nửa triệu tại Nhật Bản.

### 2011: Sự gia tăng mức độ phổ biến ở Nhật Bản,StepvàSuper Girl
Vào ngày 23 tháng 2 năm 2011, nhóm phát hành một DVD được gọi là Kara Best Clip. Sau một tuần, nhóm đã có thể thiết lập một kỷ lục khi họ xếp hạng số một trong bảng xếp hạng Oricon Weekly Chart composite DVD 's trong hai tuần. Điều này làm cho họ các nghệ sĩ nước ngoài đầu tiên bao giờ để trở thành số một trong hai tuần liên tiếp kể từ khi thực hiện bảng xếp hạng vào năm 1999. Các DVD đã bán được khoảng 230.183 bản.

### 2012:Karasia,PandoravàGirls Forever
Ngày 11 tháng 1 năm 2012, nhóm đã tham dự giải thưởng Golden Disk Awards được tổ chức tại Osaka, nơi họ đã giành được 2 giải thưởng: "Disk Bonsang" và "Best Hallyu Star Award". Ngày 18 tháng 1, nhóm đã được trao giải "Asia Star Award" tại Lễ trao giải Người mẫu châu Á lần thứ 7. Giải thưởng là 1 vinh dự đặc biệt chỉ dành cho những nghệ sĩ giải trí đóng vai trò nòng cốt trong việc truyền bá văn hóa châu Á trên toàn thế giới trong một năm nhất định. Nhóm được chọn là người chiến thắng giải thưởng cho thành tích đáng kể mà họ đã kiếm được trong năm 2011 là một trong những ngôi sao Hallyu được yêu thích nhất. Vào ngày 19 tháng 1, nhóm đã tham dự Giải thưởng âm nhạc Seoul và được trao "Giải thưởng đặc biệt Hallyu" và "Giải thưởng Bonsang". Vào ngày 27 tháng 1, RIAJ đã tổ chức lễ trao giải Đĩa vàng Nhật Bản thường niên lần thứ 26, trong đó nhóm được vinh danh ở năm hạng mục bao gồm "Nghệ sĩ châu Á hay nhất", "3 album châu Á hay nhất" cho Bài hát của cô gái, "Bài hát của năm" Tải xuống "và" 5 bài hát hay nhất bằng cách tải xuống "cho" Nhảy "và" Video âm nhạc hay nhất "cho các clip hay nhất của Kara. Nhóm cũng nhận được Giải thưởng lớn quốc tế GCS: "Đề xuất và khởi xướng phong trào xã hội toàn cầu có trụ sở tại Hàn Quốc" vì những đóng góp của họ cho cứu trợ sóng thần và động đất.
Vào ngày 18 tháng 2 năm 2012, nhóm bắt đầu chuyến lưu diễn châu Á đầu tiên của họ, Karasia. Họ đã tổ chức buổi hòa nhạc solo đầu tiên tại Công viên Olympic Seoul vào ngày 18 tháng 2 và tổ chức một buổi hòa nhạc khác vào ngày 19. Chuyến lưu diễn kéo dài đến Nhật Bản trong mười hai chương trình bắt đầu vào ngày 14 tháng 4 tại Yokohama. Vào ngày 27 tháng 5, nhóm đã kết thúc thành công chuyến lưu diễn Nhật Bản đầu tiên tại Saitama. Các tour du lịch đã thu hút khoảng 150.000 người.với mỗi chỗ ngồi cho mỗi buổi hòa nhạc được bán. Buổi hòa nhạc cuối cùng được phát trực tiếp thông qua phát trực tuyến tại sáu mươi rạp khác nhau trên khắp Nhật Bản và tất cả các vé đến rạp đều được bán hết. 
Vào ngày 29 tháng 2 năm 2012, nhóm đã trở thành nghệ sĩ nước ngoài đầu tiên chiếm được vị trí hàng đầu của hai hạng mục khác nhau trên Oricon; bảng xếp hạng đĩa DVD và Blu-ray sau khi phát hành Kara Best Clips II & shows. Nhóm cũng trở thành nghệ sĩ thứ năm tại Nhật Bản đạt được kỷ lục này sau Namie Amuro, AKB48, Mr. Children và Radwimps. Vào ngày 21 tháng 3, nhóm đã phát hành đĩa đơn A-side đôi thứ nhất của Nhật Bản, " Speed Up / Girl's Power ". Đĩa đơn ra mắt ở vị trí thứ hai trên Bảng xếp hạng đĩa đơn hàng tuần của Oricon với doanh số 99.236 bản được bán trong tuần đầu tiên. Vào ngày 13 tháng 4, sau chứng nhận vàng của đĩa đơn tiếng Nhật thứ sáu của họ để bán được hơn 100.000 bản, có thông tin rằng nhóm đã bán được hơn một triệu bản sao của đĩa đơn tại Nhật Bản, khiến họ trở thành nghệ sĩ Hàn Quốc thứ ba làm điều đó sau BoA và TVXQ.
Vào ngày 14 tháng 7 năm 2012, nhóm đã biểu diễn tại Sân khấu Thế giới MTV ở Malaysia. Họ là một trong bốn nghệ sĩ bao gồm Justin Bieber, Jay Park và ca sĩ Malaysia Mizz Nina.
Vào ngày 3 tháng 8 năm 2012, DSP đã thông báo rằng nhóm chuẩn bị phát hành mini-album thứ năm của họ tại Hàn Quốc vào cuối tháng 8 và sẽ nhắm đến việc thể hiện sự quyến rũ trưởng thành của họ thông qua ý tưởng của mình. Vào ngày 6 tháng 8, công ty quản lý của họ đã tiết lộ tiêu đề của album, Pandora, dựa trên thần thoại Hy Lạp. Họ giải thích rằng các cô gái sẽ "diễn giải lại huyền thoại để thể hiện người phụ nữ quyến rũ và xinh đẹp nhất của thế hệ này". Từ ngày 13 tháng 8 trở đi, những lời trêu ghẹo có sự góp mặt của từng thành viên đã được phát hành vào những ngày liên tiếp, bắt đầu với Jiyoung, sau đó là Hara, Gyuri, Nicole, sau đó là Seungyeon. Vào ngày 20 tháng 8, một lời trêu ghẹo nhóm đã được phát hành. Album mini cùng với video âm nhạc cho ca khúc chủ đề, "Pandora", được phát hành vào ngày 22 tháng 8. Một buổi giới thiệu được tổ chức cùng ngày và được phát trực tiếp trên toàn thế giới. Vài giờ sau khi phát hành, ca khúc chủ đề của album đã đứng đầu nhiều bảng xếp hạng âm nhạc ở Hàn Quốc. Bài hát này đứng ở vị trí thứ hai trên bảng xếp hạng đĩa đơn hàng tuần của Gaon và số ba trên bảng xếp hạng Korea K-Pop Hot 100 của Billboard và được bình chọn là bài hát nổi tiếng nhất trong tháng 8 trên Melon. Vào ngày 28 tháng 8, nhóm đã giành giải thưởng đầu tiên trên Show Champion. Vào ngày 7 tháng 9, nhóm đã giành được một giải thưởng trên Music Bank,  và vào ngày 13 tháng 9, họ đã giành được một giải thưởng trên M! Countdown. Đến cuối tháng 9 năm 2012, mini-album đã bán được hơn 70.000 bản.
Vào ngày 5 tháng 9 năm 2012, nhóm đã phát hành một album đặc biệt mang tên Kara Collection tại Nhật Bản. Album bao gồm các bài hát solo của các thành viên được biểu diễn trong chuyến lưu diễn đầu tiên của họ, Karasia, bằng tiếng Nhật. Album ra mắt ở vị trí thứ ba trên Bảng xếp hạng album hàng tuần của Oricon với doanh số ra mắt 47.533 bản được bán trong tuần đầu tiên. Vào ngày 17 tháng 10, nhóm phát hành đĩa đơn tiếng Nhật thứ bảy, " Cậu bé điện ". Đĩa đơn ra mắt ở vị trí thứ hai trên Bảng xếp hạng đĩa đơn hàng tuần của Oricon với doanh số 57.942 bản được bán trong tuần đầu tiên. Vào ngày 29 tháng 10, nhóm đã đạt được đĩa đơn số một đầu tiên trên Billboard 's Japan Hot 100 khi "Electric Boy" nhảy lên vị trí cao nhất. Đĩa đơn đã được chứng nhận vàng bởi RIAJ. Trong cùng tháng đó, DSP đã công bố phát hành album tiếng Nhật thứ ba của nhóm, Girls Forever, được phát hành vào ngày 14 tháng 11. Album bao gồm các đĩa đơn " Speed Up / Girl's Power " và " Electric Boy " cũng như các phiên bản 2012 của đĩa đơn từ album trước của họ. Nó ra mắt trên Bảng xếp hạng album hàng tuần của Oricon ở vị trí thứ hai với doanh số tuần đầu tiên là 73.224 bản. DSP cũng tuyên bố rằng nhóm sẽ tổ chức một buổi hòa nhạc tại Tokyo Dome vào ngày 6 tháng 1 năm 2013. Điều này khiến nhóm trở thành nữ diễn viên Hàn Quốc đầu tiên tổ chức buổi hòa nhạc tại địa điểm đặc biệt này. Vào ngày 14 tháng 12 năm 2012 Kara đã phát hành một phiên bản ngắn của Orion. Phiên bản đầy đủ được phát hành vào ngày 17 tháng 12 năm 2012.

### 2013:Fantastic GirlsvàFull Bloom
Vào ngày 6 tháng 1, Kara đã tổ chức một buổi hòa nhạc năm mới đặc biệt tại Tokyo Dome ở Nhật Bản, với tiêu đề "Karasia 2013 Chúc mừng năm mới ở Tokyo Dome". Buổi hòa nhạc đã thành công, bán hết 45.000 vé trong vòng năm phút và trở thành nhóm nhạc nữ đầu tiên của Hàn Quốc tổ chức buổi hòa nhạc tại Tokyo Dome. Trong buổi hòa nhạc, nhóm đã thông báo rằng sẽ có một bộ anime của nhóm nhạc nữ, mang tên "KARA the Animation", và dự kiến sẽ phát sóng vào đầu năm 2013. Chương trình mô tả phiên bản hoạt hình của các thành viên. Vào ngày 1 tháng 3, bộ anime được công chiếu, gồm năm tập dài 27 phút về mỗi thành viên theo đuổi sự nghiệp khác nhau. Hai tính năng Jiyoung là một lính cứu hỏa và Nicole là thuyền trưởng của một con tàu. Chương trình được phát sóng ở Nhật Bản và Hàn Quốc.
Vào ngày 27 tháng 3, Kara đã phát hành đĩa đơn tiếng Nhật thứ 8 của họ có tựa đề " Bye Bye Happy Days! ". Đĩa đơn xuất hiện ở vị trí thứ 2 trên Bảng xếp hạng đơn hàng tuần của Oricon, với doanh số 65.588.
Vào ngày 23 tháng 6, KARA đã tổ chức buổi họp mặt người hâm mộ Nhật Bản lần thứ 2 của họ có tên 'Trường Kamilia' tại Sân vận động Yokohama vào ngày 23 với tổng số 24.000 người hâm mộ tham dự. Kara biến thành giáo sư và chia cuộc họp thành ba phiên giáo dục tập trung vào âm nhạc, nghệ thuật và ngôn ngữ.
Vào ngày 24 tháng 7, nhóm đã phát hành đĩa đơn tiếng Nhật thứ chín của họ có tựa đề " Cảm ơn tình yêu mùa hè ". Vào ngày 29 tháng 7, album tiếng Nhật thứ tư của nhóm, Fantastic Girls, sẽ được phát hành vào ngày 28 tháng 8.
Vào ngày 16 tháng 8, nhóm đã thông báo rằng nhóm sẽ phát hành album đầy đủ thứ tư của Hàn Quốc với ca khúc chủ đề có tên "Damaged Lady (가 못 돼)", vào ngày 2 tháng 9. Hình ảnh của Teaser cho thấy mỗi thành viên đều mặc trang phục chính thức trang phục Đĩa đơn đầu tiên của album, "Runaway", đã được phát hành trước album vào ngày 21 tháng 8. Video âm nhạc cho bài hát chứa các cảnh trong bộ phim truyền hình Hàn Quốc sắp tới của nhóm có tên Secret Love. Nhóm sẽ tổ chức buổi giới thiệu album tại Hội trường UNIQLO-AX để chào mừng ngày phát hành và sẽ được phát trực tiếp trên Naver.   Vào ngày 22 tháng 8, một album ảnh đã được tải lên trên trang Facebook của nhóm có tiêu đề 'Công chúa' cho thấy mỗi thành viên trong trang phục nữ tính màu trắng và tiết lộ tiêu đề của album là Full Bloom. Ngày hôm sau, một album ảnh khác đã được tải lên có tiêu đề 'Nữ hoàng' nơi các thành viên có thể được nhìn thấy mặc tiara và tiết lộ tên tiếng Anh của ca khúc quảng cáo là "Damaged Lady". 
Vào ngày 19 tháng 10, nhóm đã nhận được giải thưởng Nhóm nữ xuất sắc nhất tại Lễ trao giải kỷ niệm 10 năm giải trí Hàn Quốc.

### 2014–2015: Thay đổi đội hình lần thứ hai,Day & Night,In LovevàGirl's Story
Vào ngày 13 tháng 1 năm 2014, có thông báo rằng Nicole sẽ rút khỏi nhóm do hết hạn hợp đồng với DSP Media. Sau đó, vào ngày 15 tháng 1, Jiyoung cũng sẽ rời nhóm sau khi hết hạn hợp đồng vào tháng 4 năm 2014. Sau đó, nhóm được tổ chức lại với Gyuri, Seungyeon và Hara như một bộ ba sẽ tiếp tục trong tương lai lịch trình.
Vào tháng 5 năm 2014, DSP Media đã phát động một chương trình truyền hình thực tế có tên Kara Project, xoay quanh bảy thực tập sinh (bao gồm cả các thành viên cũ của nhóm Puretty của DSP), những người sẽ cạnh tranh để trở thành thành viên tương lai của nhóm. Vào ngày 1 tháng 7, kết quả bỏ phiếu trực tiếp bắt đầu vào 6:45 tối (KST). Heo Youngji được tuyên bố là người chiến thắng với tổng số điểm là 49.591.
Bộ phim truyền hình của nhóm, mang tên Bí mật tình yêu, được phát sóng lần đầu tiên vào ngày 13 tháng 6 năm 2014, tại Drama cube và được thực hiện trong sáu tuần. Bộ phim xoay quanh câu chuyện tình yêu của từng thành viên trong nhóm bao gồm Nicole và JiYoung.
Nhóm đã phát hành mini-album, Day & Night, tại Hàn Quốc vào ngày 18 tháng 8 trước khi thực hiện chuyến lưu diễn Nhật Bản lần thứ ba vào ngày 24 tháng 10. Họ trở lại với ca khúc có tên "Mamma Mia", được sản xuất bởi Duble Sidekick. Một video âm nhạc đã được quay tại tỉnh Gyonggi vào ngày 9 tháng 7."Mamma Mia" cũng được phát hành dưới dạng đĩa đơn tiếng Nhật thứ 11 của họ và là đĩa đơn đầu tiên có Youngji sau khi Nicole và Jiyoung rời đi."So Good" đã được công bố sau đó là B-side của đĩa đơn.

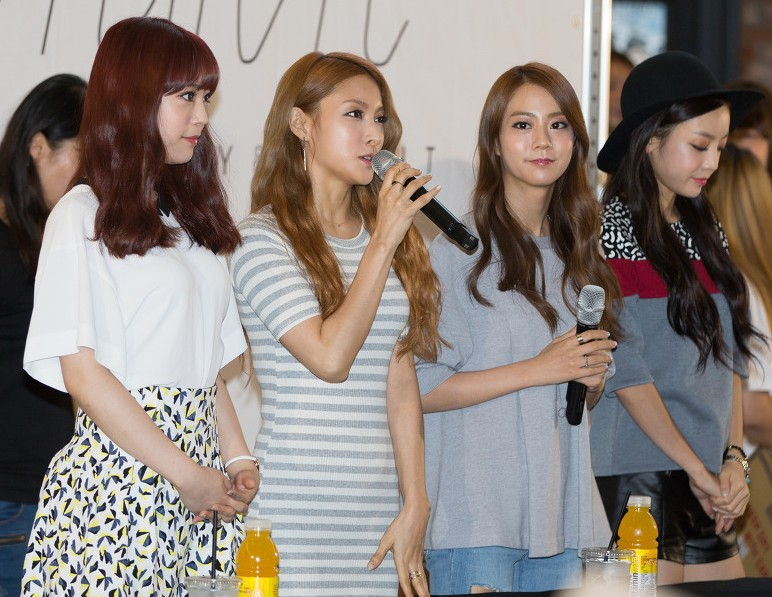
Kara tại buổi ký tặng người hâm mộ cho Day & Night vào ngày 30 tháng 8 năm 2014.

Vào ngày 15 tháng 3 năm 2015, nhóm đã phát hành một đĩa đơn ba mặt A tiếng Nhật, "Summer-gic/Sunshine Miracle/Sunny Days". Nó đứng đầu bảng xếp hạng đĩa đơn hàng ngày của Oricon bán được hơn 28.000 bản. Sau đó, nó được xếp thứ hai tại Bảng xếp hạng đĩa đơn hàng tuần của Oricon với doanh số 52.496 bản, đứng sau "Vượt thời gian" của V6.
Nhóm đã phát hành mini-album thứ bảy, In Love, vào ngày 26 tháng 5 năm 2015. Đĩa đơn chính của nó, "Cupid", được trình diễn trước khi phát hành chính thức tại KBS 'Dream Concert vào ngày 23 tháng 5 năm 2015.
Nhóm đã phát hành album tiếng Nhật thứ năm của họ, Girl's Story vào ngày 17 tháng 6 năm 2015. Album bao gồm bản cover "Tình yêu mãi mãi" của Fin. KL.
Vào ngày 17 tháng 7 năm 2015, Kara đã thông báo rằng chuyến đi Nhật Bản thứ tư của họ bắt đầu vào tháng Chín. Chuyến lưu diễn bắt đầu vào ngày 1 tháng 9 năm 2015 tại Zepp Nanba ở Osaka.

### 2016: Tan rã
Vào ngày 15 tháng 1 năm 2016, DSP Media thông báo Gyuri, Seungyeon và Hara rời nhóm do hết hạn hợp đồng, dẫn đến việc nhóm tan rã. Công ty cũng nhấn mạnh rằng Youngji sẽ tiếp tục sự nghiệp âm nhạc của mình với tư cách là một nghệ sĩ solo. Thành viên Gyuri và Youngji đã đề cập đến khả năng tái hợp trong tương lai, mặc dù tính đến tháng 9 năm 2016, không có bất cứ thông tin cập nhật nào được phát hành.
Vào ngày 24 tháng 11 năm 2019, Hara được phát hiện đã qua đời tại nhà riêng với lý do được biết là tự tử.

### 2022-nay: Tái hợp
Vào ngày 11 tháng 6 năm 2022, các thành viên cũ của Kara là Gyuri, Seungyeon, Nicole, Jiyoung và Youngji đã đoàn tụ trong một buổi chụp ảnh nhóm được chia sẻ trên tài khoản Instagram của mỗi người. Điều này làm dấy lên tin đồn về sự trở lại, tuy nhiên, không có thông báo nào được đưa ra ngay lập tức.
Vào ngày 19 tháng 9 năm 2022, có thông báo rằng Kara sẽ phát hành một album mới dưới sự phân phối của RBW để kỷ niệm 15 năm ra mắt vào tháng 11 với tư cách là 5 thành viên, với Nicole và Jiyoung trở lại nhóm. Vào ngày 18 tháng 10, tên album được xác nhận là Move Again sẽ được ra mắt vào ngày 29 tháng 11.

## Tranh cãi

### Yêu cầu chấm dứt hợp đồng
Vào ngày 19 tháng 1 năm 2011, một luật sư đại diện cho 4 trong số 5 thành viên của Kara đã thông báo với giới truyền thông rằng họ sẽ sớm chấm dứt hợp đồng với DSP Media, có hiệu lực ngay lập tức; một vụ kiện cũng đã được đệ trình thay mặt cho họ. Gyuri, trưởng nhóm, là người duy nhất ở lại công ty. Trong một tuyên bố, luật sư đại diện cho 4 thành viên đã nói rằng "công ty liên tục từ chối mọi yêu cầu và đơn phương ép buộc các thành viên", và họ đã chuẩn bị cho hành động pháp lý trong 2 tháng. Cuối ngày hôm đó, có thông báo cho rằng Hara sẽ ngừng dính líu đến vụ kiện và gia nhập lại công ty, vì cô dường như không nhận thức đầy đủ về các chi tiết của vụ kiện. Trong một tuyên bố, DSP kiên quyết bác bỏ mọi cáo buộc, đồng thời nói rằng họ mong muốn giải quyết các vấn đề và hòa giải với các thành viên một cách nhanh chóng.  DSP cũng phủ nhận các báo cáo trước đó về việc từ chối chia sẻ lợi nhuận công bằng của các thành viên Kara, nói rằng mỗi thành viên được trả 300 triệu KRW cho công việc của họ.
Luật sư của 3 thành viên còn lại đã đưa ra một tuyên bố khác đưa ra thêm chi tiết về các cáo buộc của họ. Đại diện của họ tuyên bố rằng họ đã nhận được thông tin sai lệnh về các hoạt động quảng bá tại Nhật Bản của họ và mối quan hệ của họ với công ty đã xấu đi nghiêm trọng với sự nhập viện của CEO Lee Ho-yeon vào tháng 3 năm 2010.
Vào ngày 28 tháng 4 năm 2011, tranh chấp giữa DSP và 3 thành viên của Kara (Seungyeon, Nicole, Jiyoung) cuối cùng đã được giải quyết.
Nhưng hai năm sau, vào tháng 10 năm 2013, DSP đưa ra tuyên bố rằng Nicole sẽ không gia hạn hợp đồng với DSP khi chấm dứt hợp đồng vào tháng 1 năm 2014. Seungyeon, Gyuri và Hara, tất cả đều gia hạn hợp đồng thêm 2 năm và Jiyoung hiện dành thời gian để quyết định có đi du học hay không, vì hợp đồng của cô sẽ không kết thúc cho đến tháng 4 năm 2014. Tuy nhiên, sau đó Nicole đã xác nhận thông qua tài khoản Twitter rằng họ vẫn đang trong quá trình thảo luận và giải quyết các vấn đề hợp đồng vì Nicole vẫn muốn làm việc với tư cách là thành viên của Kara trong khi được quản lý bởi một công ty khác. Cùng với vấn đề hợp đồng của Nicole, DSP đã tiết lộ rằng "Vì hợp đồng của Jiyoung sẽ hết hạn vào tháng 4 năm sau, cô đã quyết định suy nghĩ về tương lai của mình." Tuy nhiên, một báo cáo độc quyền từ hãng tin Osen đã làm sáng tỏ hơn một chút về hoàn cảnh của cô với hãng tin tức cho rằng Jiyoung đang nghiêng về việc đưa ra quyết định ra nước ngoài học tập. Báo cáo tuyên bố rằng mặc dù cô không thẳng thắn nói rằng cô muốn rời nhóm, nhưng cô đã nói rằng cô cần một khoảng thời gian nhất định để nghỉ ngơi. Vào ngày 14 tháng 1, Jiyoung đã chính thức đưa ra quyết định rời Kara khi hợp đồng của cô hết hạn vào tháng 4 năm 2014. Cha của Jiyoung nói rằng điều đó sẽ rất khó khăn, nhưng nó là điều cần thiết cho Jiyoung nên cô có thể rời DSP để theo đuổi ước mơ của mình.

### Tin đồn về mối liên hệ với Triều Tiên
Vào ngày 2 tháng 2 năm 2012, DSP Media bác bỏ cáo buộc rằng người đàn ông đã theo dõi Kara trong thời gian họ ở Nhật Bản là một đặc vụ Triều Tiên trực thuộc Chongryon nhưng thực sự chỉ là người quản lý lịch trình của họ.

## Thành viên
| Nghệ danh           | Nghệ danh           | Tên khai sinh               | Tên khai sinh       | Tên khai sinh       | Tên khai sinh       | Ngày sinh                                      | Năm hoạt động       |
| Latinh              | Hangul              | Latinh                      | Hangul              | Hanja               | Hán-Việt            | Ngày sinh                                      | Năm hoạt động       |
| Thành viên hiện tại | Thành viên hiện tại | Thành viên hiện tại         | Thành viên hiện tại | Thành viên hiện tại | Thành viên hiện tại | Thành viên hiện tại                            | Thành viên hiện tại |
| ------------------- | ------------------- | --------------------------- | ------------------- | ------------------- | ------------------- | ---------------------------------------------- | ------------------- |
| Gyuri               | 규리                | Park Gyu-ri                 | 박규리              | 朴奎利              | Phác Khuê Lợi       | 21 tháng 5, 1988                               | 2007–2016 2022–nay  |
| Seungyeon           | 승연                | Han Seung-yeon              | 한승연              | 韓昇延              | Hàn Thắng Duyên     | 24 tháng 7, 1988                               | 2007–2016 2022–nay  |
| Nicole              | 니콜                | Nicole Jung / Jung Yong-joo | 정용주              | 鄭龍珠              | Trịnh Dung Châu     | 7 tháng 10, 1991                               | 2007–2014 2022–nay  |
| Jiyoung             | 지영                | Kang Ji-young               | 강지영              | 姜知英              | Khương Trí Anh      | 18 tháng 1, 1994                               | 2008–2014 2022–nay  |
| Youngji             | 영지                | Heo Young-ji                | 허영지              | 許齡智              | Hứa Linh Trí        | 30 tháng 8, 1994                               | 2014–2016 2022–nay  |
| Cựu thành viên      |                     |                             |                     |                     |                     |                                                |                     |
| Sunghee             | 성희                | Kim Seong-hee               | 김성희              | 金成熙              | Kim Thành Hy        | 17 tháng 5, 1989                               | 2007–2008           |
| Hara (†)            | 하라                | Goo Ha-ra                   | 구하라              | 具荷拉              | Cù Hà Lạp           | 13 tháng 1, 1991 – 24 tháng 11, 2019 (28 tuổi) | 2008–2016           |

- Đội hình đầu tiên (2007–2008): Gyuri, Seungyeon, Sunghee, Nicole
- Đội hình thứ hai (2008–2014): Gyuri, Seungyeon, Nicole, Hara, Jiyoung
- Đội hình thứ ba (2014–2016): Gyuri, Seungyeon, Hara, Youngji
- Đội hình thứ tư (2022–nay): Gyuri, Seungyeon, Nicole, Jiyoung, Youngji

### Dòng thời gian thành viên
Màu đen (chiều dọc) = album phòng thu

## Danh sách đĩa nhạc
| Album phòng thu tiếng Hàn - The First Blooming (2007) - Revolution (2009) - Step (2011) - Full Bloom (2013) - Move Again (2022) | Album phòng thu tiếng Nhật - Girl's Talk (2010) - Super Girl (2011) - Girls Forever (2012) - Fantastic Girls (2013) - Girl's Story (2015) - Move Again (2022) |

## Chuyến lưu diễn
- Karasia – Bao gồm chuyến lưu diễn đầu tiên của Kara vào năm 2012, cũng như chuyến lưu diễn thứ hai, thứ ba và thứ tư của họ cũng mang tên Karasia vào năm 2013, 2014 và 2015 (2012–15)